# سونی سایبر-شات دی‌اس‌سی-اف۷۱۷

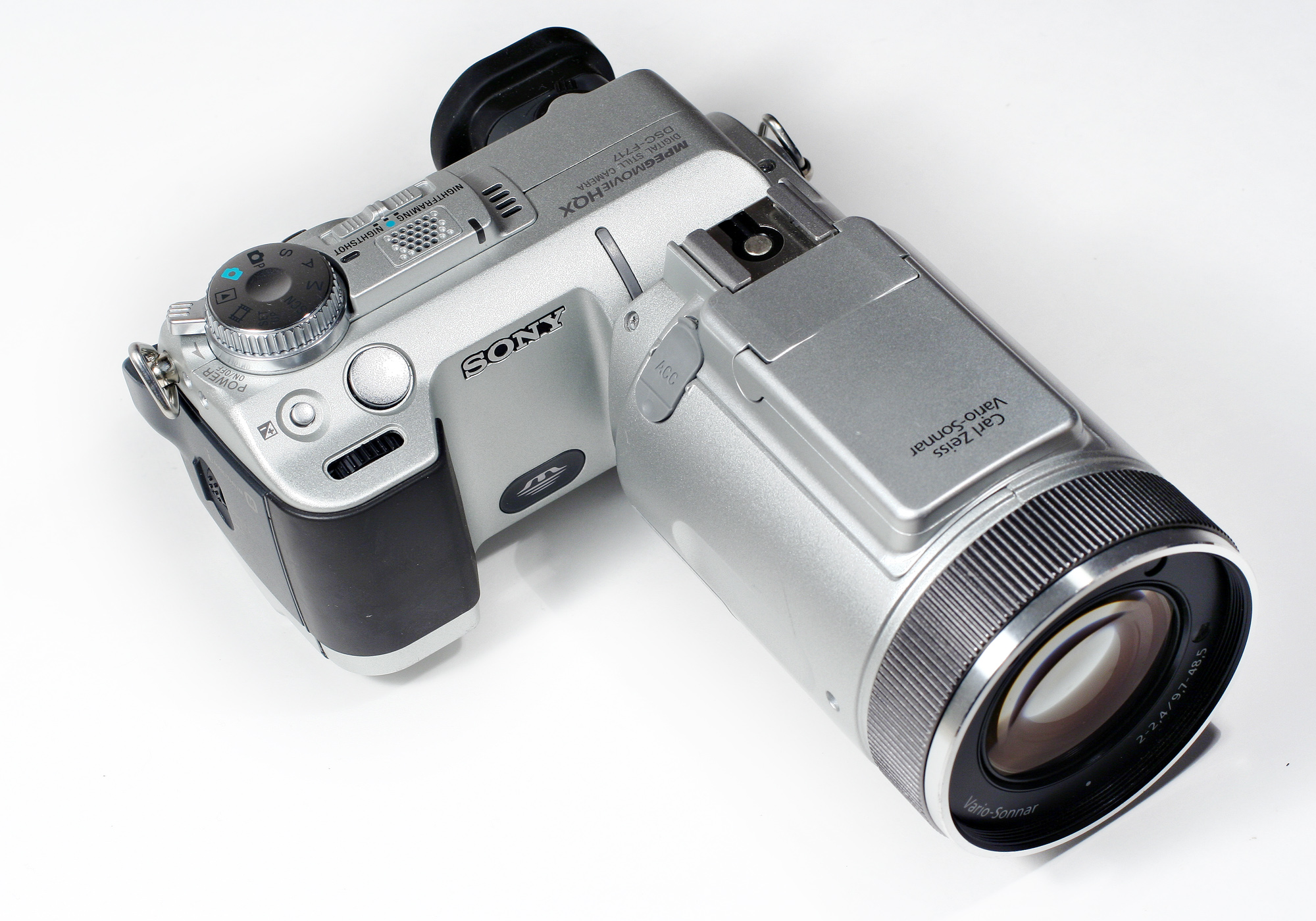
سونی سایبر-شات دی‌اس‌سی-اف۷۱۷

سونی سایبر-شات دی‌اس‌سی-اف۷۱۷ (به انگلیسی: Sony Cyber-shot DSC-F717) یک دوربین عکاسی ساخت شرکت سونی است.